# Emperador divagant
L'emperador divagant (Anax ephippiger) és una espècie d'odonat anisòpter de la família dels èsnids.

## Descripció
El mascle té l'abdomen de coloració marronosa groguenca amb una taca blavosa en el segon segment de l'abdomen. La femella té aquesta taca poc evident i és més marronosa en la seva totalitat. Fan uns 61-70 mm de llargada.

## Hàbitat
Els seus hàbitats naturals són els aiguamolls, pantans, llacs d'aigua dolça, pantans d'aigua dolça, maresmes intermitents d'aigua dolça, i fonts d'aigua dolça.

## Comportament
Els emperadors divagants són migradors de llarg recorregut que es mouen entre Europa, Àsia i Àfrica. Els adults volen de l'abril fins a l'octubre. Són rars a les Illes Britàniques, on de tant en tant es veuen, fins i tot a l'hivern.

## Distribució
Es troba a Algèria, Angola, Botswana, Camerun, el Txad, la República Democràtica del Congo, Costa d'Ivori, Egipte, Guinea Equatorial, Etiòpia, Gàmbia, Ghana, Kenya, Madagascar, Malawi, Mauritània, Maurici, Marroc, Moçambic, Namíbia, Níger, Nigèria, São Tomé i Príncipe, Senegal, Seychelles, Somàlia, Sud-àfrica, Sri Lanka, el Sudan, Tanzània, Togo, Uganda, Zàmbia, Zimbàbue, i possiblement Burundi.
Va ser observat a Malta el 1957, on cada pocs anys de llavors ençà, és vist en migració en grans quantitats, tot i que mai ha estat vist criant a l'arxipèlag maltès.

## Galeria

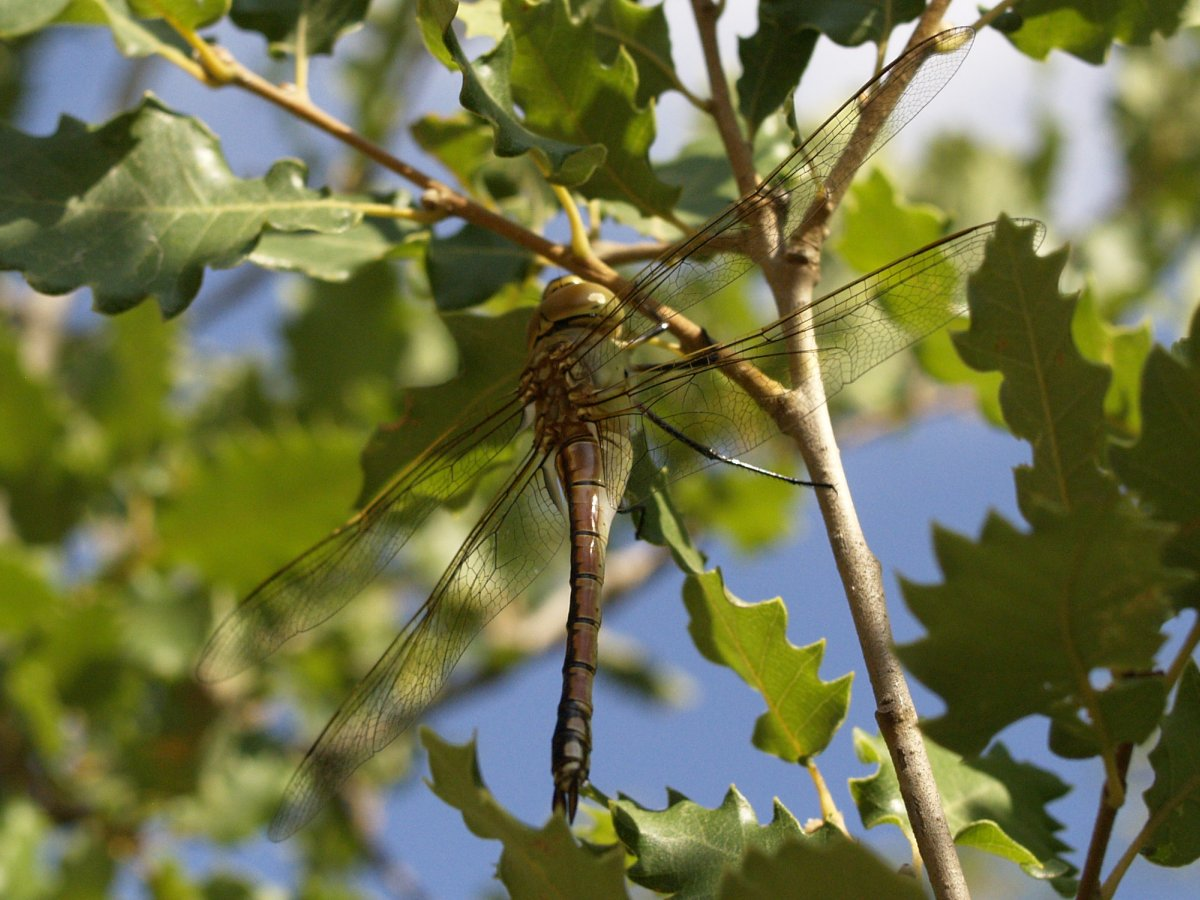
Femella
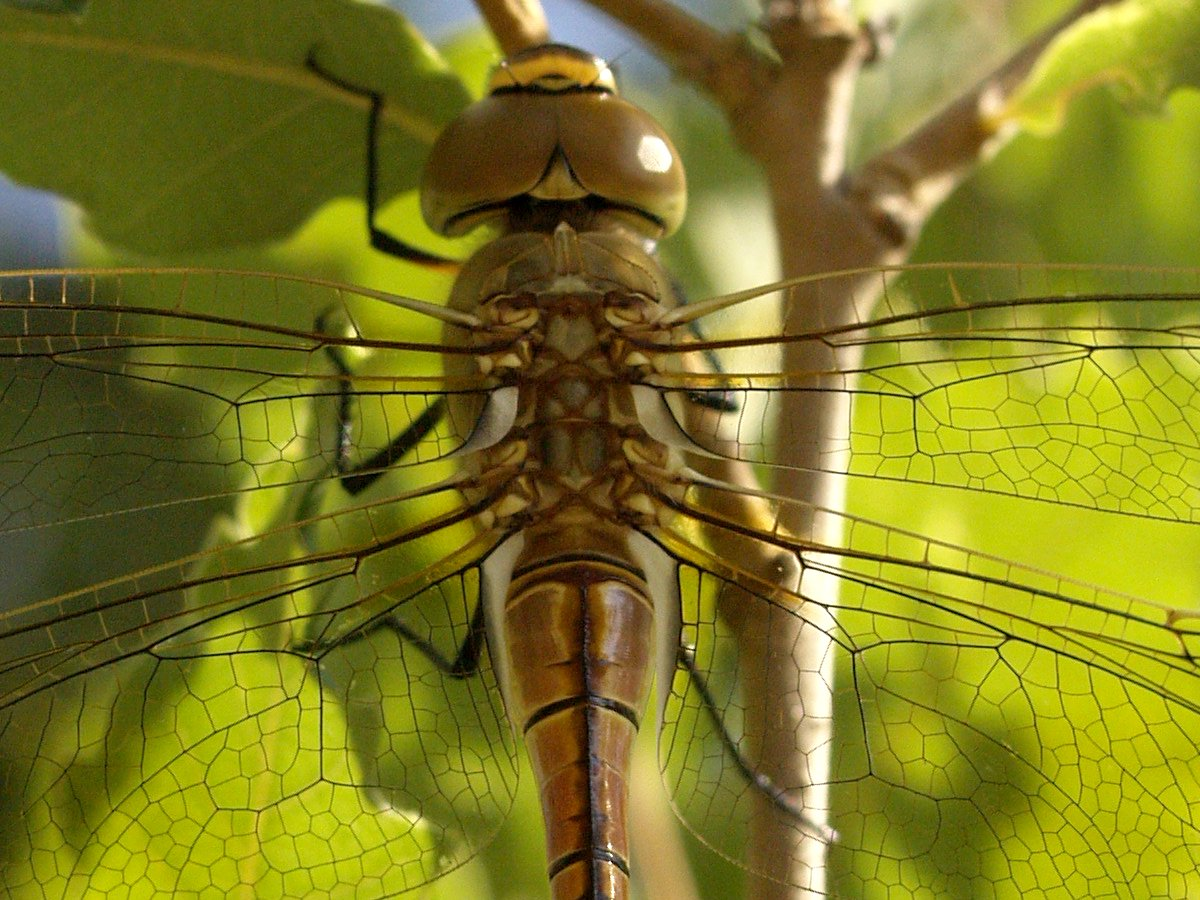
Detall femella
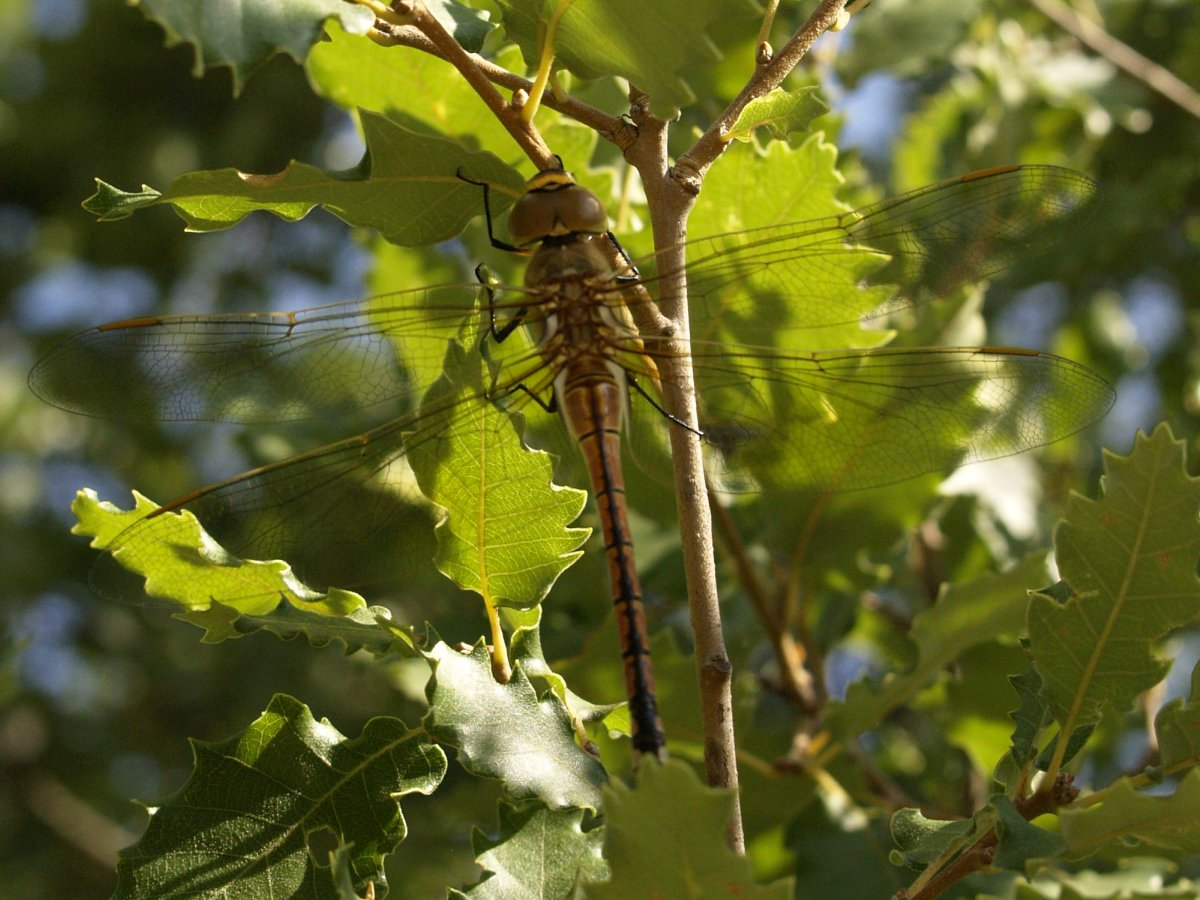
Femella